# Navghar-Manikpur
Navghar-Manikpur (en marathi:   )  est une ville de l'État indien du Maharashtra.

## Géographie
Sa population est de 116 700 habitants.